# Largo de São Francisco de Paula
O Largo de São Francisco de Paula é um dos mais antigos logradouros da cidade do Rio de Janeiro, no Brasil.
Em sua origem, o logradouro era apenas uma lagoa fora dos muros da cidade, à altura da antiga Rua da Vala (hoje Rua Uruguaiana), atrás da Igreja da Imperial Irmandade de Nossa Senhora do Rosário e São Benedito dos Homens Pretos. Ao assumir as suas funções, o Governador e Capitão-Geral da Capitania do Rio de Janeiro, Gomes Freire de Andrade, primeiro Conde de Bobadela (1733-1763), determinou a expansão da malha urbana para além da vala, ordenando o aterro e o arruamento da antiga Lagoa da Pavuna, projeto que ficou a cargo do engenheiro militar José Fernandes Pinto Alpoim: este riscou e construiu uma vasta praça em 1742, onde seria construída a nova catedral do Rio de Janeiro, dada a ruína da antiga, a Igreja de São Sebastião do Morro do Castelo. Em 1922 todo o Morro foi demolido, e a catedral foi transferida para a Igreja do Carmo, até 1976, quando foi construída a atual Catedral de São Sebastião.
Originalmente denominada como Praça Real da Sé Nova, em 1749 foram lançados os alicerces para a edificação da nova catedral da cidade, paralisadas em 1752 e, posteriormente, reiniciadas, para serem novamente paralisadas quando do falecimento de Gomes Freire.

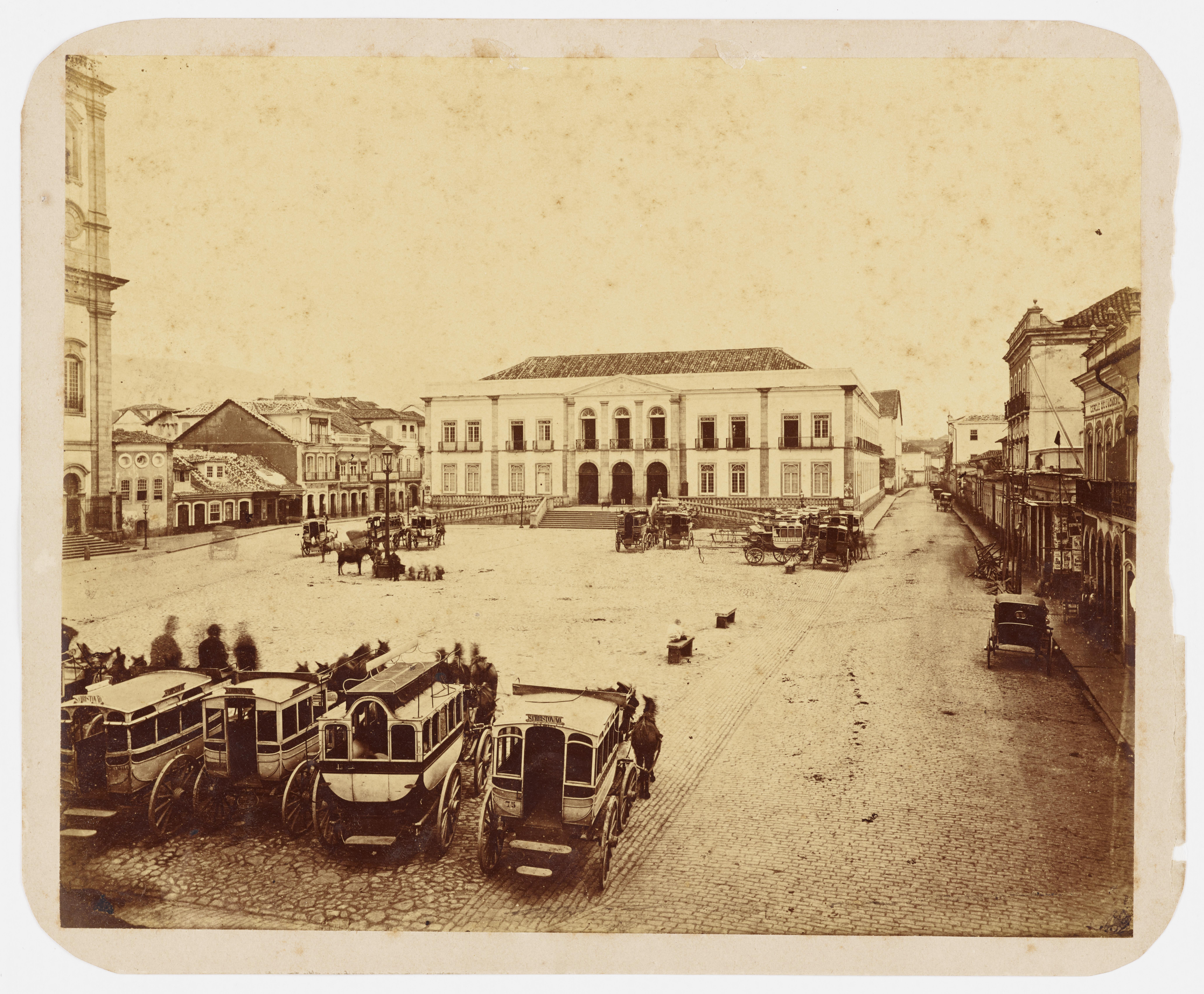
Largo de São Francisco, em destaque, a Real Academia Militar, atual Instituto de História, Filosofia e Ciências Sociais da UFRJ, no Rio de Janeiro. Cerca de 1860.

Em 1808, com a chegada da Família Real Portuguesa ao Brasil, os alicerces da catedral foram aproveitados para a construção da Escola Central, depois Academia Real Militar e Escola Politécnica. Hoje, abriga o Instituto de Filosofia e Ciências Sociais da Universidade Federal do Rio de Janeiro e o Instituto de História da Universidade Federal do Rio de Janeiro.
Posteriormente, denominou-se Largo de São Francisco de Paula, por, nele, se localizar a Igreja da Ordem Terceira dos Mínimos de São Francisco de Paula, que possuía, ao lado, um hospital.
À época da Proclamação da República Brasileira, foi oficialmente denominado de Praça Coronel Tamarindo, toponímia, no entanto, que a população jamais incorporou.

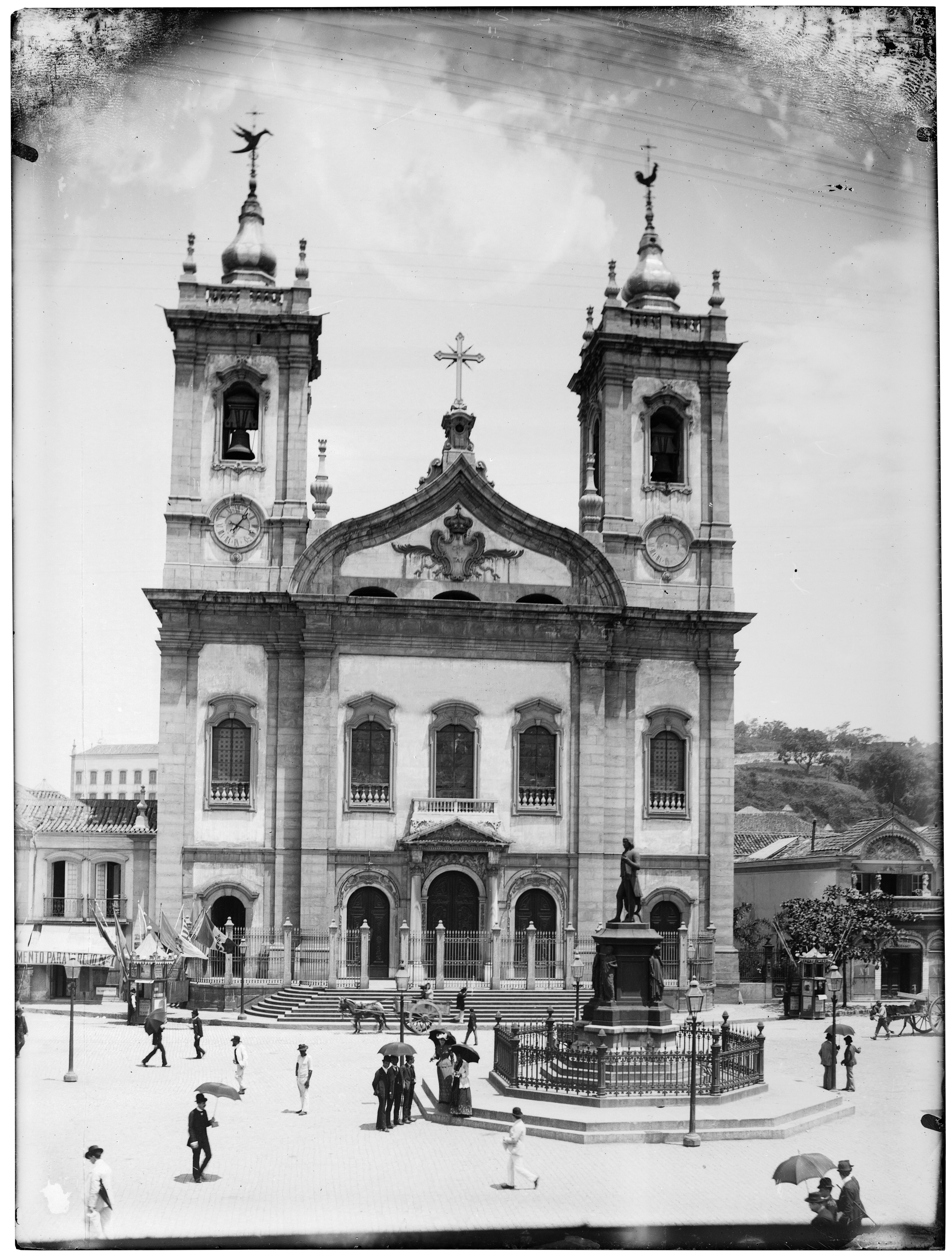
Igreja São Francisco de Paula, com a estátua de José Bonifácio em frente. Fotografia de Marc Ferrez, c. 1880.

Foi calçada pela primeira vez em 1817, para as festas que seriam realizadas no ano seguinte por ocasião da coroação de Dom João VI, após o falecimento de sua mãe, a Rainha Dona Maria I.
No centro da praça, foi inaugurada solenemente, em 7 de setembro de 1872, a estátua do Conselheiro José Bonifácio de Andrada e Silva, patriarca da Independência do Brasil, executada pelo escultor francês Augusto Rochet, por encomenda do Instituto Histórico e Geográfico Brasileiro, órgão encarregado da comissão de execução da estátua, por ocasião das comemorações do cinquentenário da Independência Brasileira.
A Câmara Municipal considerava oficialmente, no ano de 1879, que o largo estava compreendido entre as ruas do Ouvidor, dos Andradas, da Lampadoza (atual Avenida Passos) e Souza Franco (atual Rua do Teatro).
Ao longo de sua história, o largo tem sido cenário de manifestações populares e comícios, como aqueles em função do Abolicionismo e da República. Posteriormente, de trabalhadores contra os baixos salários, a longa jornada de trabalho, a carestia e o desemprego. Mais recentemente, tem sido local de manifestações do Movimento dos Trabalhadores Rurais Sem Terra.